# Elecciones al Parlamento Europeo de 1999
Las Elecciones al Parlamento Europeo de 1999 se desarrollaron del 10 al 13 de junio de 1999. Los ciudadanos de la Unión Europea eligieron a 626 diputados al Parlamento Europeo.
Cada estado eligió el día de las elecciones siguiendo sus reglas y tradiciones. Los votos por correo fueron votados todos simultáneamente en los 25 Estados miembros de la UE el 13 de junio, y los resultados fueron comunicados el 14 de junio.

## Votación
| Día                 | Estados miembros que votan |
| ------------------- | --- |
| jueves 10 de junio  | Holanda, Reino Unido |
| viernes 11 de junio | República Checa, Irlanda |
| sábado 12 de junio  | República Checa, Italia (1.er día), Letonia, Malta |
| domingo 13 de junio | Alemania, Austria, Bélgica, Chipre, Dinamarca, España, Estonia, Eslovaquia, Eslovenia, Finlandia, Francia, Grecia, Hungría, Italia, Lituania, Luxemburgo, Polonia, Portugal, Suecia |

## Resultados
| Elecciones al Parlamento Europeo de 1999 - Resultados finales del 20 de julio de 1999 | Elecciones al Parlamento Europeo de 1999 - Resultados finales del 20 de julio de 1999 | Elecciones al Parlamento Europeo de 1999 - Resultados finales del 20 de julio de 1999 | Elecciones al Parlamento Europeo de 1999 - Resultados finales del 20 de julio de 1999 | Elecciones al Parlamento Europeo de 1999 - Resultados finales del 20 de julio de 1999 | Elecciones al Parlamento Europeo de 1999 - Resultados finales del 20 de julio de 1999 | Elecciones al Parlamento Europeo de 1999 - Resultados finales del 20 de julio de 1999 |
| Grupo                                                                                 | Grupo                                                                                 | Descripción                                                                           | Líder                                                                                 | Diputados                                                                             | Diputados                                                                             | Diputados                                                                             |
| ------------------------------------------------------------------------------------- | ------------------------------------------------------------------------------------- | ------------------------------------------------------------------------------------- | ------------------------------------------------------------------------------------- | ------------------------------------------------------------------------------------- | ------------------------------------------------------------------------------------- | ------------------------------------------------------------------------------------- |
|                                                                                       | PPE-DE                                                                                | Conservadores y cristiano-demócratas                                                  | Hans-Gert Pöttering                                                                   | 233                                                                                   |                                                                                       |                                                                                       |
|                                                                                       | PSE                                                                                   | Social Demócratas                                                                     | Enrique Barón Crespo                                                                  | 180                                                                                   |                                                                                       |                                                                                       |
|                                                                                       | ADLE                                                                                  | Liberales y liberales demócratas                                                      | Pat Cox                                                                               | 50                                                                                    |                                                                                       |                                                                                       |
|                                                                                       | V–ALE                                                                                 | Verdes y regionalistas                                                                | Heidi Hautala Paul Lannoye                                                            | 48                                                                                    |                                                                                       |                                                                                       |
|                                                                                       | GUE– NLG                                                                              | Comunistas y la extrema izquierda                                                     | Francis Wurtz                                                                         | 42                                                                                    |                                                                                       |                                                                                       |
|                                                                                       | UEN                                                                                   | Conservadores nacionalistas                                                           | Charles Pasqua                                                                        | 31                                                                                    |                                                                                       |                                                                                       |
|                                                                                       | EDD                                                                                   | Euroescépticos                                                                        | Jens-Peter Bonde                                                                      | 16                                                                                    |                                                                                       |                                                                                       |
|                                                                                       | TDI                                                                                   | Mixtos                                                                                | Gianfranco dell'Alba Francesco Speroni                                                | 18                                                                                    |                                                                                       |                                                                                       |
|                                                                                       | NI                                                                                    | Independientes                                                                        | Ninguno                                                                               | 8                                                                                     | Total: 626                                                                            | Fuentes:                                                                              |